# D. L. Hawkins
Daniel Lawrence Hawkins es uno de los personajes principales de la serie de ciencia ficción Héroes, creada por Tim Kring.

## Perfil
Daniel Lawrence Hawkins es un personaje ficticio de la serie Héroes, Leonard Roberts es el encargado de darle vida a D.L. en la primera temporada y segunda temporada. 

### Génesis
D.L. es un constructor, cuyo sueldo no le alcanza para mantener a su familia, por lo que se convierte en el líder de una pandilla, la cual decide robarle dos millones de dólares a Linderman, sin embargo, D.L. sale de la pandilla antes del golpe y de que asesinen a un guardia de seguridad. D.L. es arrestado por el crimen, una vez en la cárcel, descubre que posee la habilidad de intangibilidad, con la cual escapa de la cárcel y vuelve a su hogar en Las Vegas.
Niki no cree en su inocencia, ya que los dos millones han desaparecido, Linderman los quiere de vuelta y la pandilla de D.L. ha sido recientemente asesinada, sin embargo, D.L. descubre que fue Jessica, el alter ego de su esposa, por lo que decide escapar con su hijo y los dos millones.
Luego de escapar de su esposa, D.L. junto con Micah, se encuentran en saliendo de un motel, cuando son sorprendidos por Jessica, quien logra dispararle en el pecho.
D.L. escapa junto con Micah hasta el bosque, donde ataca a Jessica, hasta que esta hiere a su hijo y regresa a ser Niki, esta se entrega a la policía, por lo que los cargos contra su esposo son desechados.
D.L. vuelve a casa con su hijo, enfrentándose a problemas para conseguir empleo y para pagar la renta, los cuales son solucionados cuando Micah lleva dinero utilizando su poder. Cuando Niki es liberada de los cargos gracias a Linderman, se convierte en la asesina a sueldo de este, D.L. nota que Jessica ha vuelto, pero no hace nada al respecto hasta que Micah es secuestrado por Candice Wilmer, se une con Jessica para recuperarlo, siguiendo su rastro hasta New York, donde descubre que su relación fue creada por Linderman, este último mantiene una discusión con D.L. y Jessica debido a Micah, sin embargo, ofrece dinero a Jessica para matar a D.L., esta se rehúsa al convertirse en Niki. D.L. es disparado por Linderman y para salvar a su esposa de la misma suerte, mata a Linderman atravesando su cabeza estando intangible para luego materializarse levemente. Rescata a su hijo junto con Niki, llegando a la Plaza Kirby.

### Generaciones
D.L. se recupera de sus heridas y se convierte en bombero (un héroe premiado con una medalla), mientras Niki trata de luchar contra sus otras personalidades mediante drogas. Luego de no tomarlas, Niki desarrolla otra personalidad, Gina, la cual escapa a Los Ángeles, D.L. va a buscarla y la encuentra bailando con un desconocido, luego de convencerla de volver a casa, salen del local, seguidos del acompañante de Gina, que en un ataque de ira dispara contra D.L., matándolo. Luego de cuatro meses, Niki y Micah deciden irse de Las Vegas, despidiéndose ante la tumba de D.L.
Maury Parkman utiliza a D.L. para la pesadilla de Niki.

## Futuros alternos

### Genesis
Se presume que a D. L. lo mató Sylar ya que este tiene su poder , pero Peter dice que la "Bomba" los mató a él y al Micah.
No se sabe con seguridad si D.L. murió durante la explosión y Sylar tomó el poder de otro , que se sabe que por lo menos hay dos personas más con el mismo poder , o si D.L. se salvó y luego Sylar le quitó el poder ( matándolo ).

## Habilidades
D.L. posee intangibilidad. Su poder es utilizado varias veces como defensa, luego de sobrevivir al disparo de Linderman, se convierte en héroe, utilizando su poder para salvar personas en incendios. Muestra un control total de su poder, demostrando en "Hiros" que puede incluso volverse intangible en el cuerpo de alguien.
D.L. descubre su poder en prisión, lo usa para salir de la misma. Entre las utilizaciones de la capacidad de intangibilidad de D.L. se encuentran:
- Para entrar a la casa de Niki, en Las Vegas.
- Abre la puerta de la guarida de su pandilla.
- Al detener a Jessica, para llevarse a Micah.
- Al salvar a una mujer atrapada en un automóvil en llamas.
- Luego de ser disparado por Jessica al salir de un motel.
- Abre la puerta de una cabaña en el bosque.
- Cuando visita a Niki en la cárcel.
- Cuando lleva a Jessica a la galería de arte de Linderman.
- Al entrar en el Edificio Kirby.
- Al matar a Linderman y al salir de la habitación donde se encontraba el cadáver de Linderman.
- Al salvar a un niño de una casa en llamas.